# Обрежє (Брежице)
Обрежє (словен. Obrežje) — поселення в общині Брежиці, Споднєпосавський регіон, Словенія. Висота над рівнем моря: 143,8 м.